# Stomatium
Stomatium is een geslacht uit de ijskruidfamilie (Aizoaceae). De soorten uit het geslacht komen voor in de Kaapprovincie en de Vrijstaat in Zuid-Afrika.

## Soorten
- Stomatium acutifolium L.Bolus
- Stomatium agninum (Haw.) Schwantes
- Stomatium alboroseum L.Bolus
- Stomatium angustifolium L.Bolus
- Stomatium beaufortense L.Bolus
- Stomatium braunsii L.Bolus
- Stomatium bryantii L.Bolus
- Stomatium deficiens L.Bolus
- Stomatium difforme L.Bolus
- Stomatium duthieae L.Bolus
- Stomatium ermininum (Haw.) Schwantes
- Stomatium fulleri L.Bolus
- Stomatium geoffreyi L.Bolus
- Stomatium gerstneri L.Bolus
- Stomatium grandidens L.Bolus
- Stomatium integrum L.Bolus
- Stomatium jamesii L.Bolus
- Stomatium latifolium L.Bolus
- Stomatium lesliei (Schwantes) O.H.Volk
- Stomatium leve L.Bolus
- Stomatium loganii L.Bolus
- Stomatium meyeri L.Bolus
- Stomatium middelburgense L.Bolus
- Stomatium murinum (Haw.) Schwantes ex H.Jacobsen
- Stomatium mustelinum (Salm-Dyck) Schwantes
- Stomatium paucidens L.Bolus
- Stomatium peersii L.Bolus
- 'Stomatium pluridens L.Bolus
- Stomatium resedolens L.Bolus
- Stomatium ronaldii L.Bolus
- Stomatium rouxii L.Bolus
- Stomatium ryderae L.Bolus
- Stomatium suaveolens Schwantes
- Stomatium suricatinum L.Bolus
- Stomatium trifarium L.Bolus
- Stomatium villetii L.Bolus
- Stomatium viride L.Bolus

... · 
Antimima · 
Argyroderma · 
Carpobrotus · 
Disphyma · 
Dorotheanthus · 
Gibbaeum · 
Lapidaria · 
Lithops · 
Mesembryanthemum · 
Sceletium · 
Tetragonia · 
...